# 亘理町立逢隈中学校
亘理町立逢隈中学校（わたりちょうりつ おおくまちゅうがっこう）は、宮城県亘理郡亘理町逢隈にある公立中学校。

## 概要
宮城県の南東部、亘理郡亘理町の北部、阿武隈川下流沿いに位置する中学校。すぐ西側に亘理町立逢隈小学校がある。

## 教育目標
共生・健康・創造を基本理念として、「自ら学び、心豊かなたくましい生徒」の育成
- 心豊かな生徒の育成（共生）
- たくましく生きる生徒の育成（健康）
- 自ら考える生徒の育成（創造）[1]

## 沿革
- 1947年（昭和22年）4月1日 - 逢隈村立逢隈中学校として開校。
- 1955年（昭和30年）2月1日 - 町村合併により亘理町立逢隈中学校となる[1]。

## 学区
逢隈小学校の通学区域、逢隈鷺屋字宮前　同字宮後　同字関タリ　同字中在家　同字高田　同字北原　同字儘ノ内　同字江合　同字狭間　逢隈蕨字酉　同字天　同字申　同字人　同字中蕨　同字梨木　同字荷揚場東　同字寅　同字卯　同字福田　同字佐馬　同字福　同字未

## 所在地
- 〒989-2302 宮城県亘理郡亘理町逢隈牛袋字南西河原2-6

## アクセス
- 仙台東部道路・常磐自動車道の亘理ICより2.5km
- JR東日本・常磐線の逢隈駅より徒歩20分